# Ricard Torquemada i Cid
Ricard Torquemada i Cid (Barcelona, 27 de maig del 1971) és un periodista esportiu català.
Llicenciat en periodisme, el 1995 inicià la seva carrera a la delegació del diari Marca a Catalunya. Al cap d'un any es va incorporar a la redacció del diari Sport, on va romadre uns mesos. Ricard Torquemada va entrar a Catalunya Ràdio l'any 1996, on va col·laborar en diferents espais del departament d'esports, com el No ho diguis a ningú, bàsicament com a redactor encarregat del FC Barcelona. L'any 2000 es va incorporar a l'equip de Joaquim Maria Puyal en les seves transmissions futbolístiques dels partits del Barça. Quatre anys després, el 2004, va esdevenir el cap d'esports de la ràdio, càrrec que deixà l'any 2008.
Des de l'any 2000 és analista de futbol a La transmissió d'en Puyal i als mitjans de la Corporació Catalana de Mitjans Audiovisuals. També col·laborà al programa de Catalunya Ràdio El club de la mitjanit, i amb articles als diaris El País, Mundo Deportivo i Ara.
El novembre del 2011 va publicar el llibre Fórmula Barça a Cossetània Edicions.
Des de 2018 és director de La transmissió d'en Torquemada, que substitueix La transmissió d'en Puyal. Des de l'agost d'aquell any gestiona la productora audiovisual Boot Room responsable de produir La transmissió d'en Torquermada a Catalunya Ràdio i altres continguts relacionats amb el món del futbol com ‘Parlem de futbol' o ‘El tercer temps'.

## Llibres publicats
- Torquemada Cid, Ricard. Fórmula Barça.  Valls: Cossetània Edicions, 2011 (Fora de joc, n. 11). ISBN 978-84-15403-62-3 [Consulta: 3 novembre 2011].